# Agávové
Agávovité (Agavoideae) je podle nejnovějšího taxonomického systému APG III podčeleď jednoděložných rostlin náležející do čeledi chřestovitých (Asparagaceae); původní čeleď agávovité byla zrušena. Podčeleď zahrnuje mimo jiné celou řadu známých pouštních a suchomilných botanických rodů jako například agáve či juka, je tvořena asi 23 rody s 637 druhy.

## Popis
Jedná se obvykle o vytrvalé rostliny, mohou být jednodomé nebo dvoudomé. Jsou mezi nimi i epifyty a rostliny stromkovitého charakteru. Listy jsou často v přízemní růžici či koncových růžicích, většinou přisedlé, jednoduché. Čepele jsou čárkovité, kopinaté, vejčité až eliptické, zvláště u některých sukulentů často ztlustlé a tuhé, často jsou sivozelené, se souběžnou žilnatinou. Okraje mohou být ostře zubaté, pilovité nebo celokrajné. Květy jsou v květenstvích, a to v koncových nebo úžlabních klasech, hroznech, či latách, někdy dosahuje květenství značných rozměrů (např. agáve). Květy jsou většinou podepřeny listeny, jsou šestičlenné. Okvětní lístky jsou volné nebo naspodu srostlé v okvětní trubku. Tyčinek je 3 nebo 6. Gyneceum je synkarpní, semeník svrchní nebo spodní, srostlý ze 3 plodolistů. Plodem je bobule nebo tobolka.

## Rozšíření
Podčeleď je rozšířena ve velké části světa, zcela chybí v boreálních a arktických pásmech. Zástupci jsou rozšířeny v Asii, Africe, Severní i Jižní Americe, Malajsii, severní Austrálii i na Novém Zélandu.

## Zástupci
- agáve (Agave)
- bělokvět (Polianthes)
- bohyška (Hosta)
- bělozářka (Anthericum)
- furkrea (Furcraea)
- juka (Yucca)
- ladoník (Camassia)
- zelenec (Chlorophytum)[4]

## Přehled rodů
Agave, Anemarrhena, Anthericum, Behnia, Beschorneria, Camassia, Chlorogalum, Chlorophytum, Clara, Diamena, Diora, Diuranthera, Echeandia, Eremocrinum, Furcraea, Hagenbachia, Hastingsia, Herreria, Herreriopsis, Hesperaloe, Hesperocallis, Hesperoyucca, Hosta, Leucocrinum, Manfreda, Paradisea, Polianthes, Schoenolirion, Trihesperus, Yucca